# Fadadammen
Fadadammen är en sjö i Nyköpings kommun i Södermanland och ingår i Kilaåns huvudavrinningsområde. Sjön har en area på 0,0963 kvadratkilometer och ligger 37,1 meter över havet. Sjön avvattnas av vattendraget Fadabäcken.
En kvarn fanns vid fallet i Fada redan 1480. Den revs dock på 1500-talet, och då Fada bruk anlades på 1620-talet anlades en ny damm. Bruket lades ned på 1650-talet men dammen kom senare att nyttjas för kvarndrift och från 1920 för ett vattenkraftverk.

## Delavrinningsområde
Fadadammen ingår i det delavrinningsområde (651076-155846) som SMHI kallar för Mynnar i Kilaån. Medelhöjden är 55 meter över havet och ytan är 36,71 kvadratkilometer. Det finns inga avrinningsområden uppströms utan avrinningsområdet är högsta punkten. Fadabäcken som avvattnar avrinningsområdet har biflödesordning 2, vilket innebär att vattnet flödar genom totalt 2 vattendrag innan det når havet efter 10 kilometer. Avrinningsområdet består mestadels av skog (61 procent), öppen mark (10 procent) och jordbruk (22 procent). Avrinningsområdet har 0,47 kvadratkilometer vattenytor vilket ger det en sjöprocent på 1,3 procent.